# ایزوستت-۲۰
ایزوستت-۲۰ (به انگلیسی: Isoceteth-20) با فرمول شیمیایی HO(C۲H۴O)nC۱۶H۳۳; n ≈ 20 یک ترکیب شیمیایی است. که جرم مولی آن متغیر می‌باشد. 